# Amanda Lassiter
Amanda Lassiter, née le 9 juin 1979 est une ailière américaine de basket-ball.

## Biographie
Elle est draftée au premier tour (15e choix) de la draft WNBA 2001 par les Comets de Houston, pour lesquels elle joue une saison. Elle joue les deux années suivantes pour le Storm, deux autres pour le Lynx et conclut avec une année au Sky en 2006.
Après une première incursion en Europe en Turquie en 2005-2006, elle revient pour deux saisons dans le championnat allemand, d'abord en 2007-2008 au TSV 1880 Wasserburg puis l'année suivante aux Wildcats Wolfenbüttel. Elle poursuit son tour d'Europe à Caja Rural (Ligue 2 - Espagne), puis pour le club finlandais de Peli Karhut. En 2011-2012, elle dispute le championnat de Ligue 2 féminine en France, où elle porte Voiron jusqu'au carré final, ce qui permet à Mondeville de la remarquer.
Sans club en 2014-2015, elle s'engage en Ligue 2 pour 2015-2016 avec Landerneau Bretagne Basket.

## Clubs
Sa carrière professionnelle est :
- 2005-2006:  Migros
- 2007-2008:  TSV 1880 Wasserburg
- 2008-2009:  Wolfenbüttel Wildcats
- 2009-2010:  Caja Rural (Ligue 2)
- 2010-2011:  Kotka Peli-Karhut
- 2011-2012:  Étoile de Voiron Basket Féminin (Ligue 2)
- 2012-2014:  USO Mondeville
- 2015-2016 :  Landerneau Bretagne Basket
- 2016-2017 :  Kotka Peli-Karhut

Elle connaît également en parallèle une carrière en WNBA :
- 2001 : Comets de Houston
- 2002-2003 : Storm de Seattle
- 2004-2005 : Lynx du Minnesota
- 2006 : Sky de Chicago